# روفاسيندا
روفاسيندا هي بلدية في مقاطعة فرشيلي التابعة لإقليم بييمونتي الإيطالي، تقع على بعد حوالي 70 كيلومتر (43 ميل) إلى الشمال الشرقي من مدينة تورينو وحوالي 25 كيلومتر (16 ميل) شمال غرب مدينة فيرتشيلي. في 31 كانون الأول / ديسمبر 2004 كان عدد سكانها 1,010 نسمة، وتبلغ مساحتها 29.3 كيلومتر مربع (11.3 ميل2).
تقع روفاسيندا على حدود البلديات التالية: أربوريو، بروسنينيو، بورونزو، جاتينارا، جيسلارنغو، لينتا، ماسيرانو، رواسيو، سان جياكومو فيرسيلسي.

## وصلات خارجية
- www.comune.rovasenda.vc.it/